# André Penvern
Pour les articles homonymes, voir Penvern.
André Penvern est un acteur français né à Sèvres le 26 novembre 1947. Il est surtout connu pour son rôle de l'inspecteur Castaing dans Les Enquêtes du commissaire Maigret de 1982 à 1989.

## Filmographie

### Cinéma
- 1971 : Quelqu'un derrière la porte de Nicolas Gessner : interne
- 1972 : Docteur Popaul de Claude Chabrol
- 1973 : Il n'y a pas de fumée sans feu d'André Cayatte
- 1973 : Un officier de police sans importance de Jean Larriaga : un policier
- 1973 : Les Aventures de Rabbi Jacob de Gérard Oury : un adjoint d'Andréani
- 1973 : Chacal de Fred Zinnemann : un gendarme dans la gare de Tulle
- 1975 : Les Œufs brouillés de Joël Santoni
- 1975 : Rosebud d'Otto Preminger
- 1975 : French Connection 2 (French Connection II) de John Frankenheimer : Barman
- 1975 : Ce cher Victor de Robin Davis
- 1976 : Le Locataire de Roman Polanski : Barman
- 1977 : Les Passagers de Serge Leroy
- 1977 : L'Animal de Claude Zidi : le directeur de production
- 1977 : Le Couple témoin de William Klein : speaker à la télévision
- 1977 : Il était une fois la légion de Dick Richards : Top Hat
- 1977 : La Coccinelle à Monte-Carlo de Vincent McEveety : policier
- 1977 : La Septième Compagnie au clair de lune de Robert Lamoureux
- 1978 : Je suis timide mais je me soigne de Pierre Richard : un homme (non-crédité)
- 1978 : Les Ringards de Robert Pouret
- 1979 : French Postcards de Willard Huyck : Jean-Louis
- 1979 : Le Gagnant de Christian Gion : le buraliste
- 1979 : Gros-Câlin de Jean-Pierre Rawson : M. Champjoie
- 1980 : L'Entourloupe de Gérard Pirès : Hansel
- 1980 : La Petite Sirène de Roger Andrieux : un ami de Georges
- 1980 : Les Chiens de guerre de John Irvin : policier
- 1981 : Les Babas-cool de François Leterrier : Jean-Michel
- 1983 : Prends ton passe-montagne, on va à la plage d'Eddy Matalon : le contremaître
- 1987 : Les Noces barbares de Marion Hänsel : Micho
- 1988 : Corentin, ou Les infortunes conjugales de Jean Marbœuf : le primatial
- 1988 : Le Plus Escroc des deux de Frank Oz : serveur train
- 1989 : La Révolution française de Robert Enrico et Richard T. Heffron : Charles, comte d'Artois
- 1989 : Bille en tête de Carlo Cotti : le proviseur au dîner
- 1990 : Venins de Max Reid : Monsieur Rozier
- 1992 : La Vie de bohème de Aki Kaurismäki : inspecteur de police
- 1993 : Pétain de Jean Marbœuf : Alibert
- 1994 : Prêt-à-porter de Robert Altman : réceptionniste hôtel
- 1996 : Temps de chien de Jean Marbœuf
- 1997 : Oranges amères de Michel Such : Gosset
- 1998 : Le Radeau de La Méduse d'Iradj Azimi : Louis XVIII
- 1999 : Les Parasites de Philippe de Chauveron : Albert Wurtz
- 2000 : Amazone de Philippe de Broca : Colonel de Villeneuve
- 2001 : Vidocq de Pitof : Veraldi
- 2001 : Le Pacte des loups de Christophe Gans : Buffon
- 2002 : Bâtards de Frédéric Saurel : Gégé
- 2003 : Une affaire qui roule d'Éric Veniard : Francis
- 2004 : Les Rivières pourpres 2 : Les Anges de l'apocalypse d'Olivier Dahan : le père Dominique
- 2004 : Vipère au poing de Philippe de Broca : Félicien
- 2007 : La Môme d'Olivier Dahan : Jacques Canetti
- 2008 : Les Hauts Murs de Christian Faure : M. Luve
- 2008 : Agathe Cléry de Étienne Chatiliez : l'endocrinologue
- 2009 : Inglourious Basterds de Quentin Tarantino : vétérinaire
- 2012 : Comme un chef de Daniel Cohen : le père de Béatrice
- 2012 : Les Vacances de Ducobu de Philippe de Chauveron : Antoine Ferchereau
- 2012 : Les Seigneurs d'Olivier Dahan : Foucher
- 2012 : Paulette de Jérôme Enrico : Walter
- 2014 : Grace de Monaco d'Olivier Dahan : Charles de Gaulle
- 2017 : Belle et Sébastien 3 : Le Dernier Chapitre de Clovis Cornillac : Urbain
- 2018 : The Happy Prince de Rupert Everett : Mr. Dupoirier
- 2021 : C'est magnifique ! de Clovis Cornillac : Raymond
- 2022 : Champagne ! de Nicolas Vanier : André
- 2023 : Noël Joyeux de Clément Michel : Adrien
- 2023 : Chasse gardée de Frédéric Forestier : André
- 2024 : Les Chèvres ! de Fred Cavayé : le juge

### Télévision
- 1970 : Rendez-vous à Badenberg de Jean-Michel Meurice
- 1980 : Médecins de nuit de Peter Kassovitz (épisode : Un plat cuisiné)
- 1982-1989 : Les Enquêtes du commissaire Maigret : l'inspecteur Castaing
- 1984 : L'Amour en héritage (Mistral's Daughter) de Douglas Hickox / Kevin Connor
- 1985 : Châteauvallon de Serge Friedman, Paul Planchon et Emmanuel Fonlladosa
- 1986 : Monte Carlo d'Anthony Page : policier français
- 1988 : Les Cinq Dernières Minutes de Louis Grospierre (épisode Fais-moi cygne)
- 1989 : Imogène : Le Marinel (épisode Ne vous fâchez pas, Imogène)
- 1990 : Les dossiers secrets de l'inspecteur Lavardin : le préfet Pincemaille (épisode : Le Diable en ville)
- 1990 : Les Belles Américaines de Carol Wiseman : concierge
- 1991 : La Femme des autres de Jean Marbœuf
- 1992-2005 : Les Cordier, juge et flic : le procureur
- 1992 : Les Danseurs du Mozambique de Philippe Lefebvre : réceptionniste
- 1992 : Bienvenue à Bellefontaine de Gérard Louvin : Anatole
- 1993 : La Dame de Lieudit de Philippe Monnier : le maire
- 1993 : Les Audacieux d'Armand Mastroianni : le chef Gourdon
- 1993 : Regarde-moi quand je te quitte de Philippe de Broca : le commissaire
- 1996 : Les Bœuf-carottes : Dr. Akoun (épisode Sonia)
- 1996 : Billard à l'étage de Jean Marbœuf : Lemercier
- 1997 : Maigret : Luchard (épisode Maigret et l'enfant de chœur)
- 1997 : Une femme sur mesure de Detlef Rönfeldt
- 1997 : L'Amour à l'ombre de Philippe Venault : Maurice Fregeac
- 1997 : Miracle à l'Eldorado de Philippe Niang : Monseigneur Turpin
- 1998 : Nestor Burma : Palanti (épisode En garde, Burma !)
- 1998 : Commissaire Moulin : Robert Mendira (épisode 36 quai des ombres)
- 1998 : L'Alambic de Jean Marbœuf : le maire
- 1999 : La Kiné : Pinson (épisode La clinique blanche)
- 1999 : Mémoire de sang de Patrick Malakian :  Dr Prat
- 1999 : Joséphine, ange gardien : Roland Monin (saison 3, épisode 4 : Une santé d'enfer)
- 1999-2001 : Chère Marianne : le Préfet
- 2000 : Natures mortes de Patrick Malakian : commandant Benjamin
- 2003 : Rien ne va plus de Michel Sibra : Maître Duloyau
- 2004 : Joséphine, ange gardien : Michel (saison 8, épisode 2 : Tous en chœur)
- 2004 : Les Robinsonnes de Laurent Dussaux : Marcel
- 2004 : Clochemerle de Daniel Losset : le curé Ponosse
- 2005 : Un prof en cuisine de Christiane Lehérissey : Martin Giraudy
- 2006 : Les Mariées de l'isle Bourbon de Euzhan Palcy : Père Romand
- 2006 : Marie Besnard, l'empoisonneuse de Christian Faure : le professeur Boiledieu
- 2006 : Le Porte-bonheur de Laurent Dussaux : Abbé Grégoire
- 2007 : Suspectes de Laurent Dussaux : Henri Valota
- 2008 : Papillon noir de Christian Faure : procureur
- 2009-2011 : Les Toqués : Tony
- 2009 : La Liste de Christian Faure : Nino
- 2010 : L'Appel du 18 juin de Félix Olivier : Maxime Weygand
- 2011 : Louis XVI, l'homme qui ne voulait pas être roi de Thierry Binisti : Maurepas
- 2012 : Week-end chez les toquées : Tony
- 2012 : La Victoire au bout du bâton de Jean-Michel Verner : Marcel
- 2017 : Marie de Bourgogne d'Andreas Prochaska : Guillaume Hugonet
- 2018 : Das Boot d'Andreas Prochaska : George Charpentier
- 2018 : American Patriot de Steven Conrad : Maximilien Laurent, directeur de la DGSI
- 2020 : Le crime lui va si bien de Stéphane Kaminka (épisode Un caveau pour deux)
- 2021 : Le Tour du monde en quatre-vingts jours de Steve Barron : Monsieur Lome

### Web-série
- 2014 : Mortus corporatus de Fabien Camaly

## Théâtre
- 1993 : Je m'appelais Marie-Antoinette de Robert Hossein
- 1995 : Golden Joe d'Eric-Emmanuel Schmitt, mise en scène Gérard Vergez, Théâtre de la Porte-Saint-Martin
- 1996 : Ondine de Jean Giraudoux, mise en scène Jean-Paul Lucet
- 2010 : Kramer contre Kramer d'Avery Corman, mise en scène Didier Caron
- 2012 : L'École de la médisance ou Le Collège des Langues de Vipères de Richard Brinsley Sheridan, mise en scène Stéphane Boutet